# Sisyrinchieae
Sisyrinchieae je biljni tribus iz porodice perunikoivki, dio potporodice Iridoideae.
Ime tribusa dolazi po rodu Sisyrinchium, a raširen je po Novom svijetu.

## Rodovi
Tribus Sisyrinchieae Klatt
1. Orthrosanthus Sweet (9 spp.), ortrozantus
2. Libertia Spreng. (14 spp.), libercija
3. Solenomelus Miers (2 spp.), solenomelus
4. Olsynium Raf. (17 spp.)
5. Tapeinia Comm. ex Juss. (1 sp.)
6. Sisyrinchium L. (196 spp.), sisirinhijum, rogoz ljiljan